# 六角彩子
六角 彩子（ろっかく あやこ、1991年10月24日 - ）は、日本の女子野球選手（内野手）、女子野球・ベースボール5の日本代表。WBSC Baseball5公認インストラクター。茨城県出身。

## 経歴
小学4年生で兄の影響からリトルリーグで野球を始め、中学は軟式野球部でポジションは投手、遊撃手。
高校は埼玉栄高等学校に進学し、女子硬式野球部に入り、ポジションは投手、二塁手、三塁手。
中学では唯一の女子部員だったが高校では全員女子部員になりプライベートも充実したという。
帝京平成大学に進学し、卒業と共に理学療法士の資格を取得する。
2010年のIBAF女子ワールドカップでは日本代表に選ばれ、大会ではMVPと首位打者に選出された。
国際野球連盟が発表した、2010年の年間最優秀女子選手(MVP)に、日本人として初めて選ばれた。男女を通じても初めてである。
その後も2012年、2014年、2016年と女子野球W杯に出場し日本代表として活躍。
近年は理学療法士の資格を活かしつつ加圧トレーニングのトレーナーとして働きながら、2020年1月15日、埼玉西武ライオンズ公認女子野球チーム埼玉西武ライオンズ・レディース（本拠地・埼玉県川越市）に移籍することを発表し、現役選手を続けている。背番号は侍時代に続き「36」。
日本国内の各地で野球教室や講演会をしつつ、また、香港、ニュージーランドを初めとする海外まで女子野球の普及活動をしている。
国際野球連盟考案の野球を普及させるための競技、「Baseball5」のWBSC公認インストラクターにも日本人で唯一選出され、キューバやマレーシアなどでBaseball5の普及活動にも尽力している。2021年シーズンをもって現役を引退した独立リーガー・宮之原健に声をかけ、宮之原が監督を務める「5STARs」に参加してプレー。2022年7月に開催された、第1回アジアカップ出場権をかけた日本代表決定戦では準優勝となるも、優勝したチームがアジアカップ参加規約に抵触することが判明したため、繰り上がりで六角らが初代日本代表となっている。六角を選手兼監督として挑んだ8月開催の第1回アジアカップでは準優勝となり、11月にメキシコで開催の第1回ワールドカップへの出場権を獲得した。ワールドカップでは決勝戦まで進出し、キューバに敗れたものの準優勝を達成。六角は個人賞として「最優秀女子選手」「最優秀コーチ」を受賞し、「オールスターチーム」の5人のうちの1人にも選出された。
2023年シーズンをもって西武を退団。2024年1月の入団セレクションで、片岡安祐美が初代監督・創設した茨木ゴールデンゴールズ女子チームに移籍。また、同年に侍ジャパン傘下に加入したベースボール5代表に選出され、第2回アジアカップで個人賞・最優秀女性選手賞を受賞した。